# رود هادو
رود هادو (به انگلیسی: River Haddeo) در اکسمور در سامرست، انگلستان رودی است که از دریاچه ویمبلبال به River Exe می‌ریزد.
دره رودخانه متشکل از سه دره شاخه‌ای است که از زمین‌های کشاورزی اطراف به پایین امتداد می‌یابد تا با رودخانه هادئو در جنوب ادغام شود. دره‌های شاخه‌ای شامل رودخانه پولهام است که از دهکده برومپتون رجیس می‌گذرد و تا هارتفورد ادامه می‌یابد و در آنجا به هادیئو می‌پیوندد.
در سال ۲۰۰۱–۲۰۰۲ ساوت وست واتر یک ارزیابی دقیق از جمعیت ماهی، زیستگاه فیزیکی، جریان و داده‌ها را انجام داد، زیرا کیفیت آب در رودخانه هادو در معرض رهاسازی‌های منظم از مخرن بوده‌است تا گلوگاه‌های بالقوه محدودکننده جمعیت رشد ماهی آزاد را شناسایی کند.